# Blepharis leendertziae
Blepharis leendertziae là một loài thực vật có hoa trong họ Ô rô. Loài này được Oberm. mô tả khoa học đầu tiên năm 1937.